# Faro de Cabo de Palos
El faro de cabo de Palos está situado en el cabo de Palos, que pertenece al municipio español de Cartagena, en la Región de Murcia, sobre un promontorio rocoso, últimas estribaciones de la sierra litoral de Cartagena, que en este punto se hunde bajo el mar para volver a surgir en las islas Hormigas.
En 2025 fue declarado bien de interés cultural.

## Situación

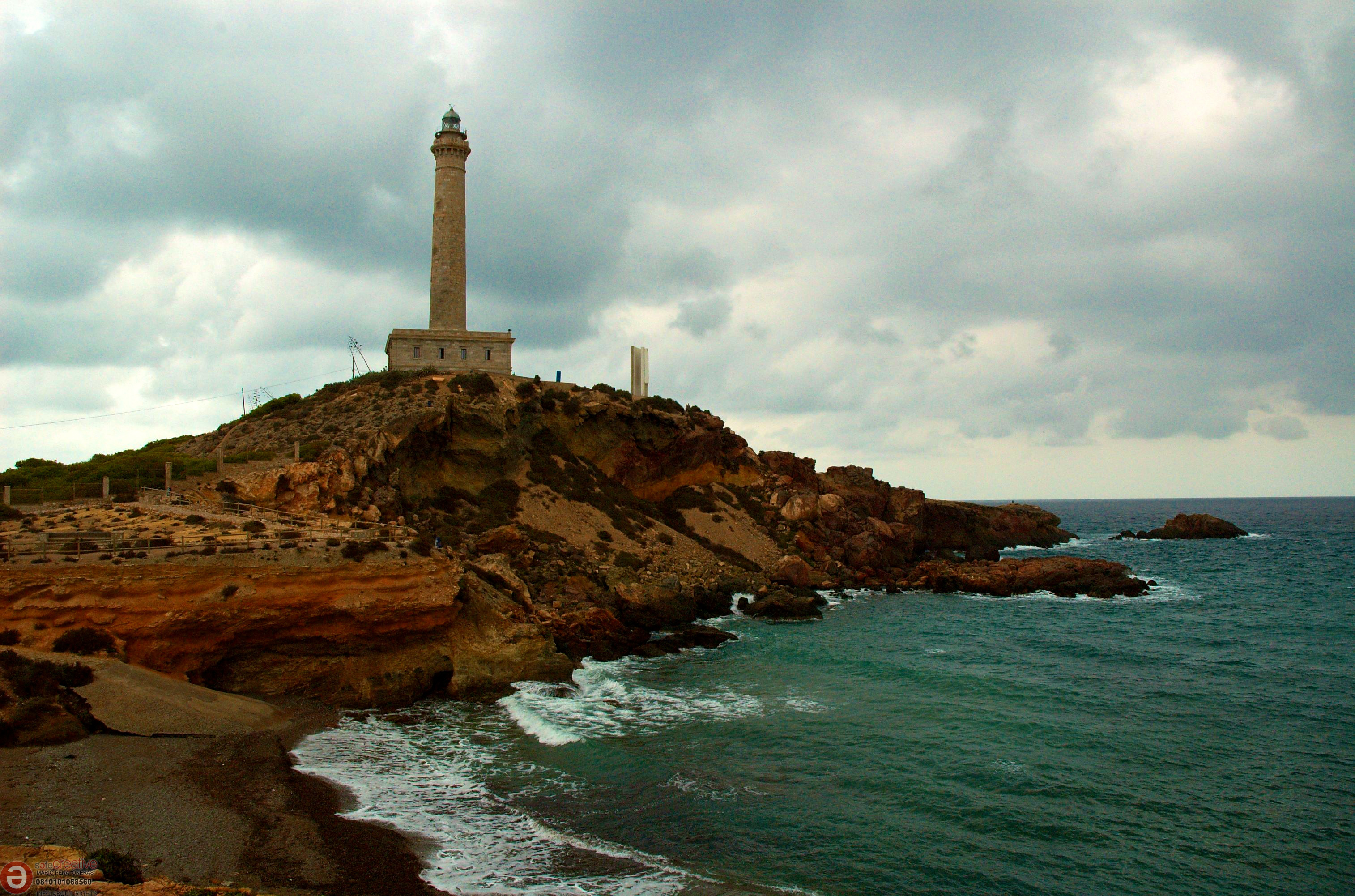
El faro sobre el cabo.

Se encuentra situado sobre el montículo más alto de cabo de Palos, en la parte más rocosa del pueblo pesquero homónimo, que da comienzo a la gran urbanización turística de La Manga del Mar Menor.

## Historia

### Antecedentes
Según Plinio el Viejo y Avieno, sobre el promontorio del cabo hubo en la antigüedad un templo consagrado a Baal Hammon, identificado luego por los romanos como Saturno.
En 1554, debido a la intensidad de los ataques de los piratas berberiscos sobre toda la costa mediterránea española, el rey Carlos I ordena al Concejo de Cartagena la construcción sobre el promontorio de una torre vigía con el nombre de Torre de San Antonio.
Es en la época de Felipe II cuando se emprende la elaboración de un sistema completo de defensa de las costas, cuyos responsables más directos fueron Vespasiano I Gonzaga y el ingeniero italiano Juan Bautista Antonelli, quienes, durante el verano de 1570, recorrieron cuidadosamente el litoral de la zona y planificaron un completo sistema defensivo de la costa española.
Como consecuencia de este plan de defensa, en 1578 se terminó la torre, que tenía forma hexagonal, y se ordenó apostar guardas cuya misión consistía en avistar cuanto antes y dar aviso de la presencia de las fustas, galeras y saetas enemigas.

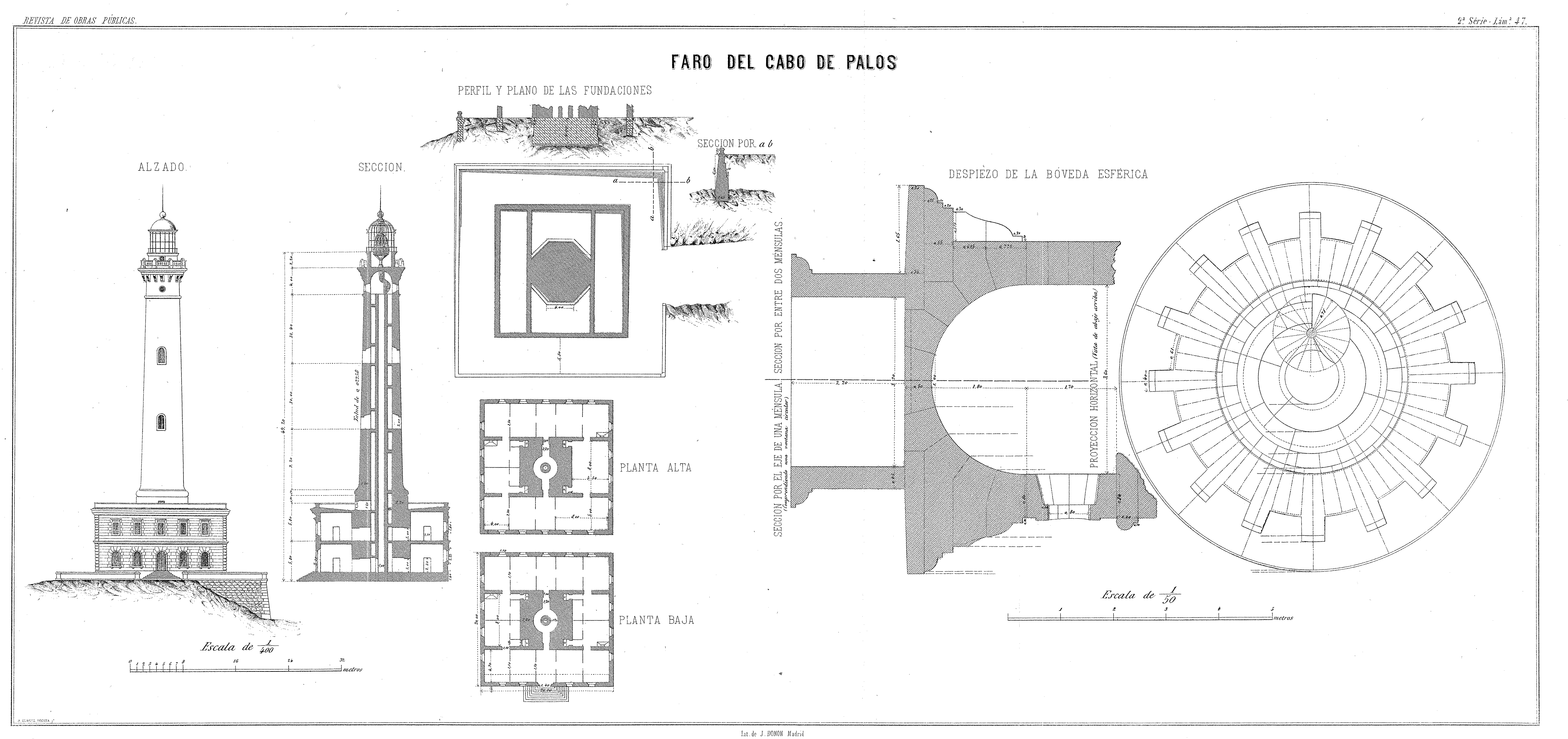
Alzado y secciones según el artículo de Evaristo de Churruca en la Revista de Obras Públicas

### Construcción del faro
A pesar de encontrarse en buen estado de conservación, en 1862 la torre renacentista fue demolida y sus sillares se utilizaron en la construcción del actual faro. 
Las obras del nuevo faro fueron terminadas en 1864. Ninguna más detallada y exacta descripción puede encontrarse que la que nos ofrece el acta de recepción de la obra, en 18 de diciembre de 1864, que firmaron el ingeniero jefe Juan Moreno Rocafull, el ingeniero segundo encargado de las obras Evaristo de Churruca, los ayudantes y el contratista. El faro entra en funcionamiento el 31 de enero de 1865, exactamente el mismo día en el que lo hace el faro de Portmán.
El edificio afecta en su planta la forma de un cuadrado, teniendo de lado 20 m de longitud. Consta de dos pisos, y la altura del edificio hasta la coronación del pretil es 11,60 m. Los muros de fachada son de sillería y tienen 65 cm de espesor en el zócalo, 60 cm en el resto del primer piso y 50 cm en el segundo. La torre está situada en el centro y consta primero de un prismático de 12,50 m de altura. En la parte superior y a la altura de 43 m de altura, el capitel de la torre y una gran moldura formada por una cornisa muy saliente sostenida por 16 ménsulas. Sobre la cornisa se eleva un torreón de 2,20 x 3,20 m.
El plano focal del faro tiene una altura de 51 m sobre el terreno y 81 m sobre el nivel del mar. Emite una luz blanca en grupos de 2 destellos cada 10 segundos, y tiene un alcance nominal nocturno de 23 millas náuticas.